# B-40
La Autovía Orbital de Barcelona o B-40 (conocida también como Cuarto cinturón o Ronda del Vallés) es una autovía de circunvalación del área metropolitana de Barcelona. Actualmente dispone de distintos tramos en servicio, en construcción y en planificación, una vez finalizada ha de unir por el oeste las ciudades de San Sadurní de Noya, Abrera, Tarrasa, Sabadell y Granollers entre sí, evitando la vuelta por los cinturones de Barcelona. Ambos extremos, en San Sadurní y en Granollers finalizarán en la AP-7, sin embargo se pueden considerar los tramos de las autovías C-15, hasta Villanueva y Geltrú, y C-60, hasta Mataró, como continuación natural del eje hasta la costa para cerrar la circunvalación.

## Estado de tramos

### Tramos en servicio
- Olesa de Montserrat – Viladecavalls (Can Trias). Tramo de 6,2 km Incluye un túnel de 1.264 metros. Tras dos paradas, las obras se reanudaron el 27 de abril de 2015 centrándose en la perforación del túnel que atraviesa la sierra de Ribes cuya perforación concluyó el 20/6/2017 coincidiendo con la visita del Ministro de Fomento. Según la CECOT se había ejecutado el 75% de la obra. Con ello se completarían los primeros 13 km de la autovía (Abrera - Tarrasa Norte) permitiendo la conexión directa entre las comarcas afectadas del Bajo Llobregat y Vallés Occidental descongestionando la AP7/B30 a su paso por el enlace de Castellbisbal. La previsión de tráfico para esta vía es de 60.000 vehículos al día: inaugurado el 16 de febrero de 2024
- Abrera – Olesa de Montserrat: inaugurado el 29 de junio de 2010
- Viladecavalls (Can Trias) – Tarrasa: inaugurado el 29 de junio de 2010
- Granollers – Mataró: inaugurado el 26 de julio de 1995 (renombrada como C-60)

### Tramos previstos
- Martorell - Abrera. Nuevo bypass de la autovía A-2 para descongestionar de la zona industrial entre Abrera y Martorell, actualmente en licitación de estudio informativo. Queda pendiente de conocer el nuevo trayecto definitivo que sería la prolongación de la B-40.
- Tarrasa – Granollers. Pendiente de aprobación. Caducado el DIA. Tramo de 35 km con un presupuesto inicial de 403 m/€  Licitación de la redacción del estudio informativo el 24/6/2016,[2] y adjudicación del contrato el 8/6/2017 por 1,14 millones de euros[3]

## Tramos
| Denominación | Tramo                               | Kilómetros | Año servicio / Estado (2025)                                    |
| ------------ | ----------------------------------- | ---------- | --------------------------------------------------------------- |
|              | Martorell - Abrera                  | -          | En estudio informativo (pendiente DIA y licitación de proyecto) |
| B-40         | Abrera - Olesa de Montserrat        | 2,1        | 2010                                                            |
| B-40         | Olesa de Montserrat - Viladecavalls | 6,2        | 2024                                                            |
| B-40         | Viladecavalls - Tarrasa             | 4,9        | 2010                                                            |
|              | Tarrasa - Sabadell                  | 7,5 +/-    | Nuevo estudio informativo                                       |
|              | Sabadell - Granollers               | 27,5 +/-   | En estudio informativo                                          |
| C-60         | Granollers - Mataró                 | 9,4        | 1995                                                            |